# Voetbalkampioenschap van Danzig-West-Pruisen
Het voetbalkampioenschap van Danzig-West-Pruisen was een van de regionale voetbalcompetities van de Baltische voetbalbond, die bestond van 1907 tot 1929. Het kampioenschap was een soort tussencompetitie tussen de regionale competities en de Baltische eindronde.
Aanvankelijk stond de competitie bekend als West-Pruisisch voetbalkampioenschap. Tussen 1910 en 1913 werden de competities van de Baltische bond nog meer verspreid, de stad Danzig had een eigen competitie onder andere. Tijdens de Eerste Wereldoorlog vond er geen competitie plaats. Na de oorlog werd een deel van West-Pruisen aan het nieuwe Polen afgestaan. De clubs uit de regio Bromberg, Graudenz en Thorn konden, voor zover ze nog bleven bestaan, niet meer deelnemen aan de Duitse competitie. Een klein deel van West-Pruisen bleef wel tot Duitsland behoren. Alhoewel Danzig een Vrije Stad geworden was en niet meer tot het Duitse Rijk behoorde, bleven de clubs wel in de Duitse competitie actief. De competitie werd omgedoopt in kampioenschap van Danzig-West-Pruisen. Na één seizoen gingen de clubs uit de regio Elbing in de Oost-Pruisische competitie spelen en werd deze competitie enkel toegankelijk voor clubs uit Danzig.
In 1929 werd de competitie ontbonden en vervangen door de Grensmarkse competitie, waarin ook een aantal clubs uit de Pommerse competitie gingen spelen.

## Erelijst
- 1908 BuEV Danzig
- 1909 BuEV Danzig
- 1910 BuEV Danzig
- 1914 BuEV Danzig
- 1920 VfL 03 Danzig
- 1921 Preußen Danzig
- 1922 Polizei SV Danzig
- 1923 Preußen Danzig
- 1924 Preußen Danzig
- 1925 SV 1919 Neufahrwasser
- 1926 Danziger SC 1912
- 1927 SV 1919 Neufahrwasser
- 1928 SV Schutzpolizei Danzig
- 1929 SV 1919 Neufahrwasser

## Eeuwige Ranglijst

### Bezirksliga Danzig
Hieronder overzicht van 1908 tot 1934, de Grensmarkse seizoenen zijn erbij geteld omdat de competitie voor de clubs uit Danzig an sich hetzelfde was gedurende de hele periode. 
| Club                                     | /21 | Periode (1908-1914, 1919-1934)  |
| ---------------------------------------- | --- | ------------------------------- |
| BuEV Danzig                              | 21  | 1908-1914, 1919-1934            |
| SC Preußen 09 Danzig                     | 17  | 1911-1914, 1919-1929, 1930-1934 |
| SV Ostmark Danzig                        | 14  | 1909-1914, 1919-1928            |
| Danziger SC 1912                         | 14  | 1919-1930, 1931-1934            |
| SV Schutzpolizei Danzig                  | 13  | 1921-1934                       |
| SV Neufahrwasser                         | 12  | 1922-1934                       |
| RSV Hansa Danzig                         | 10  | 1919-1922, 1926-1931, 1932-1934 |
| KS Gedania Danzig                        | 5   | 1929-1934                       |
| Akademischer SC Danzig                   | 5   | 1909-1914                       |
| Spielabteilung des Lehrerseminars Danzig | 5   | 1909-1913, 1919-1920            |
| BuEV Danzig II                           | 4   | 1908-1909, 1910-1912, 1923-1924 |
| VfB Danzig                               | 4   | 1909-1913                       |
| SC Wacker Schidlitz                      | 2   | 1925-1926, 1927-1928            |
| Zoppoter SVgg                            | 2   | 1924-1925, 1932-1933            |
| FC Comet Neufahrwasser                   | 2   | 1909–1911                       |
| SC Lauental                              | 1   | 1933-1934                       |
| TuSV Zoppot                              | 1   | 1923-1924                       |
| ASV Danzig                               | 1   | 1923-1924                       |
| FC Hansa Danzig                          | 1   | 1909-1910                       |
| Fußtourenclub Pfeil Danzig               | 1   | 1908-1909                       |